# Cryptodrassus
Cryptodrassus Miller, 1943 è un genere di ragni appartenente alla famiglia Gnaphosidae.

## Distribuzione
Le 2 specie note di questo genere sono diffuse in Europa, in Creta, e in Turchia: le specie dall'areale più vasto è la C. hungaricus rinvenuta in varie località del continente europeo.

## Tassonomia
Non sono stati esaminati esemplari di questo genere dal 2011.
Attualmente, a maggio 2015, si compone di 2 specie:
- Cryptodrassus creticus Chatzaki, 2002 — Creta, Turchia
- Cryptodrassus hungaricus (Balogh, 1935)[2] — Europa

### Sinonimi
- Cryptodrassus pulchellus Miller, 1943; posta in sinonimia con C. hungaricus (Balogh, 1935) a seguito di un lavoro degli aracnologi Weiss, Szinetár & Samu del 1998[1].